# Free Internet Chess Server

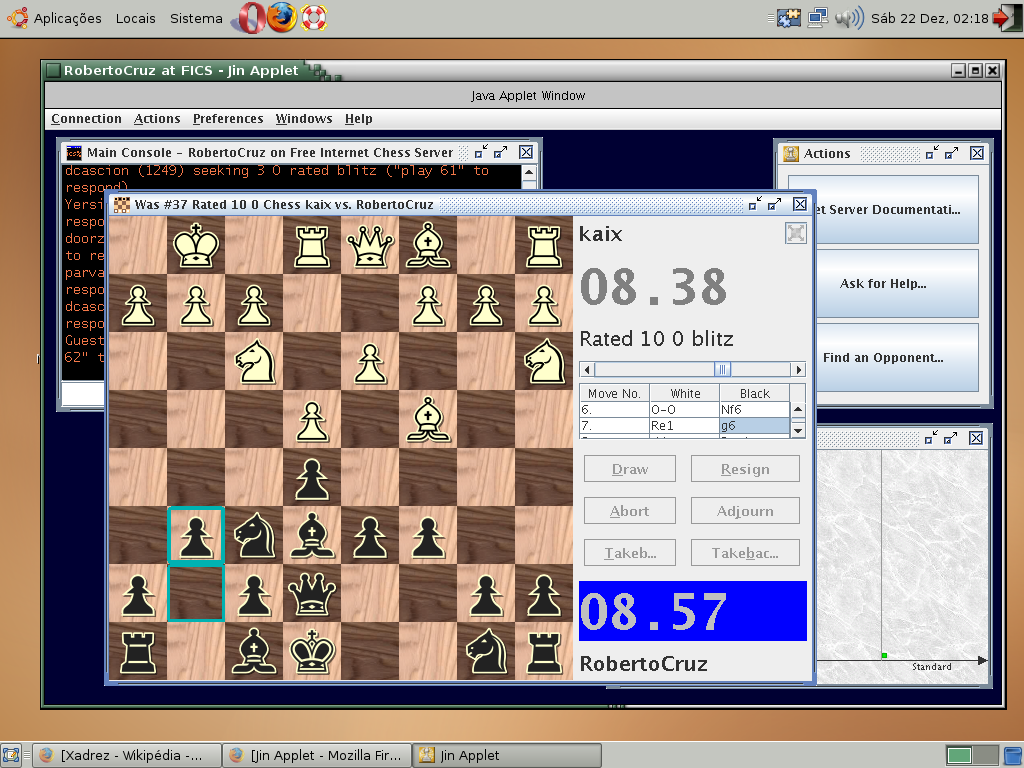
Partia rozgrywana na FICS

Free Internet Chess Server (FICS) – darmowy internetowy serwer do gry w szachy przez Internet. Został założony jako bezpłatna alternatywa dla Internet Chess Club (ICC) po tym, jak ICC wprowadził opłaty za członkostwo.

## Historia
Pierwsza wersja Internet Chess Server (ICS) została stworzona przez Michaela Moore'a z University of Utah 15 stycznia 1992 r. 1 marca 1995 r. ICS przetransformował się na Internet Chess Club i wprowadził opłatę 49$ rocznie za członkostwo. Grupa niezadowolonych z tego faktu programistów pod przewodnictwem Chrisa Petroffa utworzyła bezpłatny serwer Free Internet Chess Serwer (FICS). Serwer rozpoczął działalność 5 marca 1995 r.

## Programy klienckie
Pod Microsoft Windows najbardziej zaawansowanym programem jest BabasChess. Oferuje on możliwość zmiany wielu ustawień za pomocą myszki, w przeciwieństwie do Jin Aplett. Jin Aplett jest oficjalnym programem klienckim - jest wybierany automatycznie po zalogowaniu się na stronie internetowej FICS. Jego wady to:
- konieczność korzystania z klawiatury
- brak możliwości gry w szachy kloc
- nieatrakcyjny interfejs

W programie klienckim BabasChess wiele opcji można ustawić za pomocą myszki. Kolejną zaletą jest przyjazny interfejs. BabasChess przystosowany jest też do gry w szachy kloc. Ciekawą możliwością jest opcja konfigurowania układu okien (ang. layout). Co ważne, jest też do wyboru polska wersja. Jednak BabasChess był projektowany dla Microsoft Windows, dlatego będąc uruchomiany na innych systemach operacyjnych, np. Linux, zdarzają mu się awarie.
Program kliencki Eboard jest zaprogramowany pod system operacyjny Linux. Ma on prostą, intuicyjną obsługę.
Popularność następujących programów klienckich na FICS-ie dla Windows XP:
- BabasChess 36%
- Jin 25%
- Winboard 20%

Popularność następujących programów klienckich na FICS-ie dla Linux:
- Jin 74%
- Javaboard 11%
- Xboard 8%
- Eboard 6%

## Warianty gry
Na serwerze FICS można grać w następujące warianty szachów:
- zwykłe (szachy szybkie, szachy błyskawiczne, bullet)
- Atomic (przy biciu bierki wybuchają)
- Szachy Fischera (Szachy losowe)
- antyszachy
- losers (podobne do antyszachów, jednak król nie może być szachowany)
- pawns only (ang. same pionki) (na początku gry obaj gracze mają tylko króla i 8 pionków, figury można dorabiać dochodząc do pola przemiany)
- kloc (bughouse i crazyhouse)

## Ranking
Na FICS-ie jest prowadzony osobny ranking dla każdego wariantu szachów. Ranking jest to liczba opisująca siłę gracza; im ranking większy, tym gracz silniejszy. Ranking zmienia się przez grę, ogólnie: wygrana zwiększa go, a przegrana zmniejsza. Wygrana z silniejszym przeciwnikiem da więcej punktów rankingowych niż w wygrana ze słabszym przeciwnikiem. Odwrotnie: przegrana ze słabszym graczem odejmie więcej punktów rankingowych niż przegrana z silniejszym szachistą. Jest jednak możliwość gry, po której ranking się nie zmieni bez względu na wynik, trzeba do seek x y dopisać u (skrót od ang. unrated, czyli partia nierankingowa), czyli seek x y u.